# Шмуэль ха-Нагид
Шмуэль ха-Нагид (Шмуэль ха-Леви бен Иосеф Ибн Нагрел‘а; Абу-Ибрахим Самуэль бен Йосеф Халеви ибн Нагрела; Самуил Нагид, га-Нагид или Ганагид; 993 год, Кордова, — 1055 /или 1056/ год, Гранада) — визирь Гранады, полководец, лидер испанского еврейства, поэт, галахист и грамматик еврейского языка.

## Биография
Шмуэль ха-Нагид родился в богатой еврейской семье, ведущей родословную от Давида. Он получил хорошее, как религиозное, так и светское образование; Галаху он изучал у рабби Ханоха бен Моше (умер в 1014 году).
Когда в 1013 году Кордову захватили берберы, Шмуэль ха-Нагид бежал из города и поселился в Малаге, где занялся торговлей пряностями. Ибн ал-Ариф, секретарь визиря Гранады Абу ал-Аббаса, нанял Шмуэля ха-Нагида для составителя деловых писем. Затем визирь рекомендовал берберскому халифу Хабусу, правителю Гранады, назначить Шмуэля ха-Нагида на службу. Шмуэль стал сборщиком налогов, а после смерти Ибн ал-Арифа — секретарём визиря, а в 1027 году — визирем, после чего евреи Гранады избрали его своим главой, а гаон Хай бен Шрира, глава пумбедитской иешивы, присвоил ему титул нагида.
После смерти Хабуса в 1038 году его сыновья, Бадис и Булуджин, начали борьбу за престол. Шмуэль летом 1041 года помог Бадису подавить восстание, которое поднял Ядир, двоюродный брат Бадиса. Ядир, в союзе с двумя андалусийскими аристократами, напал на Арагон, где они убили градоправителя и захватили множество крепостей в округе. Шмуэль встал во главе армии Бадиса, разгромил мятежников, затем поймал Ядира и доставил его ко двору. Тогда Шмуэль ха-Нагид был назначен главнокомандующим армии.
В 1038 году Шмуэль разгромил правителя Альмерии Зугира, а в 1039 году одержал победу над Исмаилом ибн Аббадой из Севильи, одним из соперников Гранады. Важным мотивом была антиеврейская политика Севильи. 1 элула 1039 года Шмуэль разгромил своих противников. В 1045 году он предпринял поход на Ронду. В 1047 году разрушил до основания город Таскарну[уточнить]. В 1049 году воевал против Малаги, в первой половине 1050-х снова воевал с Севильей.
С 1052 по 1054 годы ха-Нагид возглавлял три военных похода против севильских и рондских заговорщиков, пытавшихся захватить территорию Гранадского халифата. Заговорщики заключили союз с французами и разбили гранадскую армию во главе с Шмуэлем, заставив его укрыться в стенах Элисаны, которую осадили. Однако Шмуэль вывел городское ополчение к западу от города и пять дней выжидал удобного случая, а на пятую ночь неожиданно ударил и рассеял западную сторону осады, заставив врагов укрыться в горах. Затем, развернув армию, он налетел на стоявших с востока французов и Ибн Абу Амара, обратив в бегство и их. Но враги вновь заключили договор с берберами, французами и с личными врагами ха-Нагида, засев в Севилье и выжидая. Между союзниками начались ссоры, правитель Севильи даже бросил многих из бывших друзей в тюрьмы. Тогда ха-Нагид вошёл в Севилью с сильной армией и подавил бунт.

## Еврейский лидер
В качестве лидера евреев Гранады, Шмуэль поддерживал контакты с главами еврейских общин других стран. Он вёл переписку с эксилархом Хизкияху II бен Давидом и с тунисскими законоучителями рабби Хушиэлем, рабби Хананэлем и рабби Ниссимом бен Яаковом (последний выдал свою дочь за сына Шмуэля ха-Нагида Иехосефа). Шмуэль оказывал материальную помощь евреям Эрец-Исраэль, например, закупал оливковое масло для синагог Иерусалима.
Как и Хасдай ибн Шапрут, Шмуэль покровительствовал еврейским учёным, например Шломо Ибн Габиролю.

## Автор сочинений
Шмуэль написал Сефер хилхета гаврат‘а («Большая книга халахот») — один из первых крупных галахических кодексов, составленных за пределами Эрец-Исраэль и Вавилонии. Эта книга оказала влияние на галахистов, живших в Испании и Северной Африке, в том числе на Ицхака Ибн Гиата (1038-89), Ицхака Алфаси и Иехуду ал-Барджелони (конец XI — начало XII веков). Шмуэль также написал введение в Талмуд, два респонса и несколько грамматических сочинений.
Шмуэль писал и стихи, объединенные в три книги: «Бен Тхиллим», «Бен Мишлей» и «Бен Кохелет».
Первыми переписчиками произведений Шмуэля ха-Нагида стали его сыновья Иехосеф и Элиасаф (последний тоже поэт).
Шмуэль ха-Нагид написал и труд против ислама и Корана. С этим трудом полемизировал андалусский мусульманский учёный Ибн Хазм, который писал:

«Восстал человек, преисполненный ненависти к нашему Пророку… Его презренная душа гордится накопленным богатством; золото и серебро, переполняющие его дом, возбуждают в нём низменные страсти; он написал книгу, чтобы перечислить противоречия в словах Бога в Коране… Пусть эмир удалит от себя этих людей, грязных, дурно пахнущих, нечистых и проклятых, которым Бог послал унижение, позор, падение и злобу, каких не знает ни один другой народ. Помните, что одежды, в которые они одеты Господом, более опасны, чем война и более заразны, чем проказа…»— 

## О сражении при Ал-Фуэнте
И стояли солдаты в строю боевом,

На противников яростно глядя своих.

В день отмщения думают люди о том,

Что и первенец смерти желанен для них.

День был мутным, и начал туман выпадать,

И черно было солнце, как сердце мое,

И как море при шторме, ревела вся рать,

И Господнему гласу подобен был голос её.

Копья чертили в воздухе линии,

Словно молнии, вырвавшись из темноты.

И стрелы были подобны ливню,

И в решето превратились щиты